# Delias pasithoe
Delias pasithoe es una especie de mariposa, de la familia Pieridae (subfamilia Pierinae, tribu Pierini). Es una especie muy extendida, con un gran número de subespecies, su envergadura varia entre los 60 a 70 mm.

## Subespecies
- Delias pasithoe pasithoe
- Delias pasithoe siamensis
- Delias pasithoe dione
- Delias pasithoe porsenna
- Delias pasithoe parthenope
- Delias pasithoe cyrania
- Delias pasithoe thyra
- Delias pasithoe nigrescens
- Delias pasithoe curasena
- Delias pasithoe beata
- Delias pasithoe pandecta
- Delias pasithoe balabaca
- Delias pasithoe mera
- Delias pasithoe angustifascia
- Delias pasithoe triglites
- Delias pasithoe goda
- Delias pasithoe grisea
- Delias pasithoe egialea
- Delias pasithoe horracki

## Distribución
Esta especie de mariposa y sus subespecies se distribuyen por Assam, Burma, Palawan, Borneo, Sumatra, Nias, Sikkim, Bután, Tailandia, Java, Bali, Malasia, Sulawesi, Hainan, Taiwán, y China.